# Richard Burnier
Richard Burnier (* 6. August 1826 in Den Haag; † 17. März 1884 in Düsseldorf) war ein in Düsseldorf tätiger niederländischer Landschaftsmaler.

## Leben
Burnier entstammte einer Familie Schweizer Hugenotten. Er studierte im Zeitraum von 1850 bis 1855 an der Kunstakademie Düsseldorf bei Johann Wilhelm Schirmer und Andreas Achenbach. Nach dem Studium zog Burnier nach Frankreich, wo er sich unter dem Einfluss von Constant Troyon mit der Landschaftsmalerei im Geiste der Schule von Barbizon beschäftigte. Außerdem hielt er sich in Lüttich und Den Haag auf. 1869 siedelte er dauerhaft nach Düsseldorf um. Von dort aus nahm er an internationalen Ausstellungen teil, etwa auch in Belgien. Seine in New York gezeigten Landschaftsbilder wurden von den Kritikern hoch geschätzt. In den 1870er Jahren pflegte Burnier Kontakte zu Anton Mauve und Jozef Israëls. Wally Moes und Johannes Huygens waren seine Schüler.
Mit seiner aus Großbritannien stammenden Ehefrau Julia Furnivall und seinen Kindern wohnte Burnier seit 1869 in Düsseldorf. 1852 bis 1856 und 1870 bis 1884 gehörte er dem Künstlerverein Malkasten an.

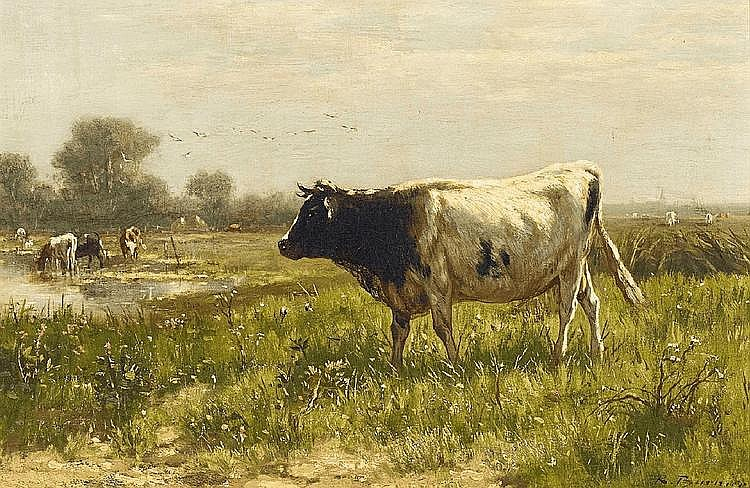
Auf der Kuhweide

Burnier schuf Landschaftsbilder im Stile der niederländischen Malerei des Barocks mit den Gestalten von Bauern, weidenden Kühen, Windmühlen. Seine Landschaftsmotive stammen aus Holland, den Ardennen und vom Niederrhein. Burnier wird der Haager und der Düsseldorfer Malerschule zugeordnet. Dort wird er als ein Hauptvertreter des Konzepts der Paysage intime angesehen.